# 南通市传染病防治院
南通市传染病防治院（南通市第三人民医院），是中华人民共和国江苏省的一所医院，为二级甲等医院，位于南通市青年中路63号。

## 规模
南通市传染病防治院总床位420张，日门诊量396人次。